# Großer Preis von Frankreich 1982
Der Große Preis von Frankreich 1982 (offiziell 68ème Grand Prix de France) fand am 25. Juli auf dem Circuit Paul Ricard in Le Castellet statt und war das elfte Rennen der Formel-1-Weltmeisterschaft 1982.

## Berichte

### Hintergrund
Nigel Mansell, der während des Großen Preises von Großbritannien festgestellt hatte, dass seine Verletzung, die er sich im Zuge einer Kollision mit Bruno Giacomelli während des Großen Preises von Kanada zugezogen hatte, noch nicht vollständig verheilt war, entschied sich gegen eine Teilnahme am nur eine Woche nach dem britischen Grand Prix stattfindenden Rennen in Frankreich. Seine Vertretung im Team Lotus übernahm Geoff Lees. Dieser Einsatz erwies sich später als dessen letzte Grand-Prix-Teilnahme.
Jochen Mass und Didier Pironi bestritten ihren letzten Grand Prix, während Giacomelli seinen 50. Grand Prix fuhr.

### Training
Die beiden Renault-Piloten René Arnoux und Alain Prost qualifizierten sich bereits zum vierten Mal in der laufenden Saison gemeinsam für die erste Startreihe. Am elften Grand-Prix-Wochenende des Jahres stand bereits zum achten Mal ein Renault-Fahrer auf der Pole-Position. Pironi komplettierte vor heimischem Publikum im Ferrari 126C2 ein französisches Trio auf den ersten drei Startplätzen. Auf dem fünften Rang hinter Riccardo Patrese folgte mit Patrick Tambay ein weiterer Franzose. Die ersten Fahrer, die nicht über einen Turbomotor verfügten, waren die beiden Alfa-Romeo-Piloten Andrea de Cesaris und Bruno Giacomelli, die sich hinter dem amtierenden Weltmeister Nelson Piquet für die Startplätze sieben und acht qualifizierten.

### Rennen
Während zunächst die beiden Renault-Piloten ihre Spitzenplätze verteidigen konnten, waren die ersten Runden durch ein rasches Aufholen des Brabham-Duos gekennzeichnet. Diese Dominanz wurde von Beobachtern auf die neue und zum damaligen Zeitpunkt unübliche Strategie des Teams, mit weichen Reifen und einem halbvollen Tank ins Rennen zu starten und dementsprechend einen fest einkalkuliertem Boxenstopp zum Nachtanken und Reifen wechseln zur Hälfte des Rennens einzuplanen, zurückgeführt. Die Tatsache, dass beide die mit deutlichem Abstand schnellsten Runden des Rennens absolvierten, untermauerte diese Vermutung. Patrese übernahm in der dritten Runde die Spitze, die er allerdings aufgrund eines Motorschadens in der achten Runde an seinen Teamkollegen Piquet abgeben musste.
In der elften Runde kollidierte Mass mit Mauro Baldi. Sein March prallte in die Leitplanken, überschlug sich über diese hinweg, landete kopfüber in einem Zuschauerbereich und fing Feuer. Obwohl er verletzt war, konnte sich Mass rechtzeitig aus dem Fahrzeug befreien. Einige der Zuschauer erlitten leichte Verletzungen.
Als in der 24. Runde auch Piquet aufgrund eines Motorschadens ausschied, hinterließ er mit den beiden Renault-Piloten Arnoux und Prost sowie den beiden Ferrari-Fahrern Pironi und Tambay vier Franzosen an der Spitze. Diese erreichten daraufhin einen französischen Vierfach-Sieg vor Keke Rosberg und Michele Alboreto.
Innerhalb des Renault-Teams gab es dennoch Streit, da Arnoux gemäß Stallorder seinen Teamkollegen Prost hätte gewinnen lassen sollen, da dieser die besseren Chancen auf den Gewinn des WM-Titels hatte. Er hatte sich jedoch geweigert, die Anordnung umzusetzen, was insbesondere bei Prost für Unmut sorgte.

## Meldeliste
| Team                           | Nr. | Fahrer             | Chassis        | Motor                    | Reifen |
| ------------------------------ | --- | ------------------ | -------------- | ------------------------ | ------ |
| Parmalat Racing Team           | 01  | Nelson Piquet      | Brabham BT50   | BMW M12/13 1,5 L4t       | G      |
| Parmalat Racing Team           | 02  | Riccardo Patrese   | Brabham BT50   | BMW M12/13 1,5 L4t       | G      |
| Team Tyrrell                   | 03  | Michele Alboreto   | Tyrrell 011    | Ford Cosworth DFV 3.0 V8 | G      |
| Team Tyrrell                   | 04  | Brian Henton       | Tyrrell 011    | Ford Cosworth DFV 3.0 V8 | G      |
| TAG Williams Team              | 05  | Derek Daly         | Williams FW08  | Ford Cosworth DFV 3.0 V8 | G      |
| TAG Williams Team              | 06  | Keke Rosberg       | Williams FW08  | Ford Cosworth DFV 3.0 V8 | G      |
| Marlboro McLaren International | 07  | John Watson        | McLaren MP4/1B | Ford Cosworth DFV 3.0 V8 | M      |
| Marlboro McLaren International | 08  | Niki Lauda         | McLaren MP4/1B | Ford Cosworth DFV 3.0 V8 | M      |
| Team ATS                       | 09  | Manfred Winkelhock | ATS D5         | Ford Cosworth DFV 3.0 V8 | G      |
| Team ATS                       | 10  | Eliseo Salazar     | ATS D5         | Ford Cosworth DFV 3.0 V8 | G      |
| John Player Team Lotus         | 11  | Elio de Angelis    | Lotus 91       | Ford Cosworth DFV 3.0 V8 | G      |
| John Player Team Lotus         | 12  | Geoff Lees         | Lotus 91       | Ford Cosworth DFV 3.0 V8 | G      |
| Ensign Racing                  | 14  | Roberto Guerrero   | Ensign N181    | Ford Cosworth DFV 3.0 V8 | P      |
| Équipe Renault Elf             | 15  | Alain Prost        | Renault RE30B  | Renault EF1 1.5 V6t      | M      |
| Équipe Renault Elf             | 16  | René Arnoux        | Renault RE30B  | Renault EF1 1.5 V6t      | M      |
| Rothmans March Grand Prix Team | 17  | Jochen Mass        | March 821      | Ford Cosworth DFV 3.0 V8 | A      |
| Rothmans March Grand Prix Team | 18  | Raul Boesel        | March 821      | Ford Cosworth DFV 3.0 V8 | A      |
| Fittipaldi Automotive          | 20  | Chico Serra        | Fittipaldi F9  | Ford Cosworth DFV 3.0 V8 | P      |
| Marlboro Team Alfa Romeo       | 22  | Andrea de Cesaris  | Alfa Romeo 182 | Alfa Romeo 1260 3.0 V12  | M      |
| Marlboro Team Alfa Romeo       | 23  | Bruno Giacomelli   | Alfa Romeo 182 | Alfa Romeo 1260 3.0 V12  | M      |
| Équipe Talbot Gitanes          | 25  | Eddie Cheever      | Ligier JS19    | Matra MS81 3.0 V12       | M      |
| Équipe Talbot Gitanes          | 26  | Jacques Laffite    | Ligier JS19    | Matra MS81 3.0 V12       | M      |
| Scuderia Ferrari SpA SEFAC     | 27  | Patrick Tambay     | Ferrari 126C2  | Ferrari 021 1.5 V6t      | G      |
| Scuderia Ferrari SpA SEFAC     | 28  | Didier Pironi      | Ferrari 126C2  | Ferrari 021 1.5 V6t      | G      |
| Arrows Racing Team             | 29  | Marc Surer         | Arrows A4      | Ford Cosworth DFV 3.0 V8 | P      |
| Arrows Racing Team             | 30  | Mauro Baldi        | Arrows A4      | Ford Cosworth DFV 3.0 V8 | P      |
| Osella Squadra Corse           | 31  | Jean-Pierre Jarier | Osella FA1C    | Ford Cosworth DFV 3.0 V8 | P      |
| Theodore Racing Team           | 32  | Jan Lammers        | Theodore TY02  | Ford Cosworth DFV 3.0 V8 | G      |
| Toleman Group Motorsport       | 33  | Derek Warwick      | Toleman TG181C | Hart 415T 1.5 L4t        | P      |
| Toleman Group Motorsport       | 36  | Teo Fabi           | Toleman TG181C | Hart 415T 1.5 L4t        | P      |

## Klassifikationen

### Qualifying
| Pos. | Fahrer             | Konstrukteur    | Qualifikationstraining 1 | Qualifikationstraining 1 | Qualifikationstraining 2 | Qualifikationstraining 2 | Start |
| Pos. | Fahrer             | Konstrukteur    | Zeit                     | Ø-Geschwindigkeit        | Zeit                     | Ø-Geschwindigkeit        | Start |
| ---- | ------------------ | --------------- | ------------------------ | ------------------------ | ------------------------ | ------------------------ | ----- |
| 01   | René Arnoux        | Renault         | 1:36,548                 | 216,638 km/h             | 1:34,406                 | 221,554 km/h             | 01    |
| 02   | Alain Prost        | Renault         | 1:35,802                 | 218,325 km/h             | 1:34,688                 | 220,894 km/h             | 02    |
| 03   | Didier Pironi      | Ferrari         | 1:36,477                 | 216,798 km/h             | 1:35,790                 | 218,353 km/h             | 03    |
| 04   | Riccardo Patrese   | Brabham-BMW     | 1:38,541                 | 212,257 km/h             | 1:35,811                 | 218,305 km/h             | 04    |
| 05   | Patrick Tambay     | Ferrari         | 1:38,745                 | 211,818 km/h             | 1:35,905                 | 218,091 km/h             | 05    |
| 06   | Nelson Piquet      | Brabham-BMW     | 1:37,162                 | 215,269 km/h             | 1:36,359                 | 217,063 km/h             | 06    |
| 07   | Andrea de Cesaris  | Alfa Romeo      | 1:38,996                 | 211,281 km/h             | 1:37,573                 | 214,363 km/h             | 07    |
| 08   | Bruno Giacomelli   | Alfa Romeo      | 1:38,997                 | 211,279 km/h             | 1:37,705                 | 214,073 km/h             | 08    |
| 09   | Niki Lauda         | McLaren-Ford    | 1:37,778                 | 213,913 km/h             | 1:38,034                 | 213,355 km/h             | 09    |
| 10   | Keke Rosberg       | Williams-Ford   | 1:37,780                 | 213,909 km/h             | 1:38,865                 | 211,561 km/h             | 10    |
| 11   | Derek Daly         | Williams-Ford   | 1:38,767                 | 211,771 km/h             | 1:39,641                 | 209,914 km/h             | 11    |
| 12   | John Watson        | McLaren-Ford    | 1:38,944                 | 211,392 km/h             | 1:39,150                 | 210,953 km/h             | 12    |
| 13   | Elio de Angelis    | Lotus-Ford      | 1:40,569                 | 207,977 km/h             | 1:39,118                 | 211,021 km/h             | 13    |
| 14   | Derek Warwick      | Toleman-Hart    | 1:41,266                 | 206,545 km/h             | 1:39,306                 | 210,622 km/h             | 14    |
| 15   | Michele Alboreto   | Tyrrell-Ford    | 1:39,823                 | 209,531 km/h             | 1:39,330                 | 210,571 km/h             | 15    |
| 16   | Jacques Laffite    | Ligier-Matra    | 1:40,326                 | 208,480 km/h             | 1:39,605                 | 209,989 km/h             | 16    |
| 17   | Jean-Pierre Jarier | Osella-Ford     | 1:40,370                 | 208,389 km/h             | 1:39,909                 | 209,351 km/h             | 17    |
| 18   | Manfred Winkelhock | ATS-Ford        | 1:39,917                 | 209,334 km/h             | 1:39,942                 | 209,281 km/h             | 18    |
| 19   | Eddie Cheever      | Ligier-Matra    | 1:41,518                 | 206,032 km/h             | 1:40,187                 | 208,770 km/h             | 19    |
| 20   | Marc Surer         | Arrows-Ford     | 1:42,603                 | 203,854 km/h             | 1:40,335                 | 208,462 km/h             | 20    |
| 21   | Teo Fabi           | Toleman-Hart    | 9:57,645                 | 34,997 km/h              | 1:40,421                 | 208,283 km/h             | 21    |
| 22   | Eliseo Salazar     | ATS-Ford        | 1:42,822                 | 203,420 km/h             | 1:40,673                 | 207,762 km/h             | 22    |
| 23   | Brian Henton       | Tyrrell-Ford    | 1:41,109                 | 206,866 km/h             | 1:40,852                 | 207,393 km/h             | 23    |
| 24   | Geoff Lees         | Lotus-Ford      | 1:45,647                 | 197,980 km/h             | 1:40,974                 | 207,142 km/h             | 24    |
| 25   | Mauro Baldi        | Arrows-Ford     | 1:42,162                 | 204,734 km/h             | 1:40,997                 | 207,095 km/h             | 25    |
| 26   | Jochen Mass        | March-Ford      | 1:41,973                 | 205,113 km/h             | 1:41,579                 | 205,909 km/h             | 26    |
| DNQ  | Jan Lammers        | Theodore-Ford   | 1:41,921                 | 205,218 km/h             | 1:41,714                 | 205,635 km/h             | –     |
| DNQ  | Roberto Guerrero   | Ensign-Ford     | 1:42,270                 | 204,517 km/h             | 1:42,532                 | 203,995 km/h             | –     |
| DNQ  | Chico Serra        | Fittipaldi-Ford | 1:43,562                 | 201,966 km/h             | 1:42,414                 | 204,230 km/h             | –     |
| DNQ  | Raul Boesel        | March-Ford      | 1:43,515                 | 202,058 km/h             | 1:43,099                 | 202,873 km/h             | –     |

### Rennen
| Pos. | Fahrer             | Konstrukteur  | Runden | Stopps | Zeit        | Start | Schnellste Runde |
| ---- | ------------------ | ------------- | ------ | ------ | ----------- | ----- | ---------------- |
| 01   | René Arnoux        | Renault       | 54     | 0      | 1:33:33,217 | 01    | 1:41,858         |
| 02   | Alain Prost        | Renault       | 54     | 0      | + 17,308    | 02    | 1:42,579         |
| 03   | Didier Pironi      | Ferrari       | 54     | 0      | + 42,128    | 03    | 1:42,915         |
| 04   | Patrick Tambay     | Ferrari       | 54     | 0      | + 1:16,241  | 05    | 1:43,469         |
| 05   | Keke Rosberg       | Williams-Ford | 54     | 0      | + 1:30,994  | 10    | 1:44,323         |
| 06   | Michele Alboreto   | Tyrrell-Ford  | 54     | 0      | + 1:32,339  | 15    | 1:44,306         |
| 07   | Derek Daly         | Williams-Ford | 53     | 1      | + 1 Runde   | 11    | 1:44,310         |
| 08   | Niki Lauda         | McLaren-Ford  | 53     | 2      | + 1 Runde   | 09    | 1:43,866         |
| 09   | Bruno Giacomelli   | Alfa Romeo    | 53     | 1      | + 1 Runde   | 08    | 1:44,464         |
| 10   | Brian Henton       | Tyrrell-Ford  | 53     | 0      | + 1 Runde   | 23    | 1:46,008         |
| 11   | Manfred Winkelhock | ATS-Ford      | 52     | 0      | + 2 Runden  | 18    | 1:46,923         |
| 12   | Geoff Lees         | Lotus-Ford    | 52     | 1      | + 2 Runden  | 24    | 1:45,321         |
| 13   | Marc Surer         | Arrows-Ford   | 52     | 0      | + 2 Runden  | 20    | 1:47,588         |
| 14   | Jacques Laffite    | Ligier-Matra  | 51     | 2      | + 3 Runden  | 16    | 1:44,753         |
| 15   | Derek Warwick      | Toleman-Hart  | 50     | 1      | + 4 Runden  | 14    | 1:47,267         |
| 16   | Eddie Cheever      | Ligier-Matra  | 49     | 2      | + 5 Runden  | 19    | 1:45,462         |
| –    | Andrea de Cesaris  | Alfa Romeo    | 25     | 1      | DNF         | 07    | 1:44,844         |
| –    | Nelson Piquet      | Brabham-BMW   | 23     | 0      | DNF         | 06    | 1:40,940         |
| –    | Elio de Angelis    | Lotus-Ford    | 17     | 0      | DNF         | 13    | 1:45,902         |
| –    | John Watson        | McLaren-Ford  | 13     | 0      | DNF         | 12    | 1:45,013         |
| –    | Jochen Mass        | March-Ford    | 10     | 0      | DNF         | 26    | 1:46,965         |
| –    | Mauro Baldi        | Arrows-Ford   | 10     | 0      | DNF         | 25    | 1:47,389         |
| –    | Riccardo Patrese   | Brabham-BMW   | 8      | 0      | DNF         | 04    | 1:40,075 (04.)   |
| –    | Eliseo Salazar     | ATS-Ford      | 2      | 0      | DNF         | 22    | 1:47,394         |
| –    | Jean-Pierre Jarier | Osella-Ford   | 0      | 0      | DNF         | 17    | –                |
| –    | Teo Fabi           | Toleman-Hart  | 0      | 0      | DNF         | 21    | –                |

## WM-Stände nach dem Rennen
Die ersten sechs des Rennens bekamen 9, 6, 4, 3, 2 bzw. 1 Punkt(e). In der Fahrerwertung wurden die besten elf Resultate, in der Konstrukteurswertung alle Resultate gewertet.

### Fahrerwertung
| Pos. | Fahrer              | Konstrukteur                  | Punkte |
| ---- | ------------------- | ----------------------------- | ------ |
| 01   | Didier Pironi       | Ferrari                       | 39     |
| 02   | John Watson         | McLaren-Ford                  | 30     |
| 03   | Alain Prost         | Renault                       | 25     |
| 04   | Niki Lauda          | McLaren-Ford                  | 24     |
| 05   | Keke Rosberg        | Williams-Ford                 | 23     |
| 06   | Riccardo Patrese    | Brabham-Ford / Brabham-BMW    | 19     |
| 07   | Nelson Piquet       | Brabham-Ford / Brabham-BMW    | 17     |
| 08   | René Arnoux         | Renault                       | 13     |
| 09   | Elio de Angelis     | Lotus-Ford                    | 13     |
| 10   | Michele Alboreto    | Tyrrell-Ford                  | 11     |
| 11   | Eddie Cheever       | Ligier-Matra                  | 10     |
| 12   | Patrick Tambay      | Ferrari                       | 7      |
| 13   | Derek Daly          | Theodore-Ford / Williams-Ford | 7      |
| 14   | Nigel Mansell       | Lotus-Ford                    | 7      |
| 15   | Carlos Reutemann    | Williams-Ford                 | 6      |
| 16   | Gilles Villeneuve † | Ferrari                       | 6      |
| 17   | Andrea de Cesaris   | Alfa Romeo                    | 5      |
| 18   | Jean-Pierre Jarier  | Osella-Ford                   | 3      |

| Pos. | Fahrer             | Konstrukteur               | Punkte |
| ---- | ------------------ | -------------------------- | ------ |
| 19   | Marc Surer         | Arrows-Ford                | 2      |
| 20   | Eliseo Salazar     | ATS-Ford                   | 2      |
| 21   | Manfred Winkelhock | ATS-Ford                   | 2      |
| 22   | Jacques Laffite    | Ligier-Matra               | 1      |
| 23   | Chico Serra        | Fittipaldi-Ford            | 1      |
| 24   | Mauro Baldi        | Arrows-Ford                | 1      |
| 25   | Slim Borgudd       | Tyrrell-Ford               | 0      |
| 26   | Jochen Mass        | March-Ford                 | 0      |
| 27   | Bruno Giacomelli   | Alfa Romeo                 | 0      |
| 28   | Raul Boesel        | March-Ford                 | 0      |
| 29   | Brian Henton       | Arrows-Ford / Tyrrell-Ford | 0      |
| 30   | Geoff Lees         | Theodore-Ford / Lotus-Ford | 0      |
| 31   | Derek Warwick      | Toleman-Hart               | 0      |
| –    | Roberto Guerrero   | Ensign-Ford                | 0      |
| –    | Mario Andretti     | Williams-Ford              | 0      |
| –    | Teo Fabi           | Toleman-Hart               | 0      |
| –    | Riccardo Paletti † | Osella-Ford                | 0      |
| –    | Jan Lammers        | Theodore-Ford              | 0      |

### Konstrukteurswertung
| Pos. | Konstrukteur  | Punkte |
| ---- | ------------- | ------ |
| 01   | McLaren-Ford  | 54     |
| 02   | Ferrari       | 52     |
| 03   | Renault       | 38     |
| 04   | Williams-Ford | 36     |
| 05   | Lotus-Ford    | 20     |
| 06   | Brabham-Ford  | 19     |
| 07   | Brabham-BMW   | 17     |
| 08   | Ligier-Matra  | 11     |
| 09   | Tyrrell-Ford  | 11     |

| Pos. | Konstrukteur    | Punkte |
| ---- | --------------- | ------ |
| 10   | Alfa Romeo      | 5      |
| 11   | ATS-Ford        | 4      |
| 12   | Arrows-Ford     | 3      |
| 13   | Osella-Ford     | 3      |
| 14   | Fittipaldi-Ford | 1      |
| 15   | March-Ford      | 0      |
| 16   | Theodore-Ford   | 0      |
| –    | Toleman-Hart    | 0      |
| –    | Ensign-Ford     | 0      |